# Sinai

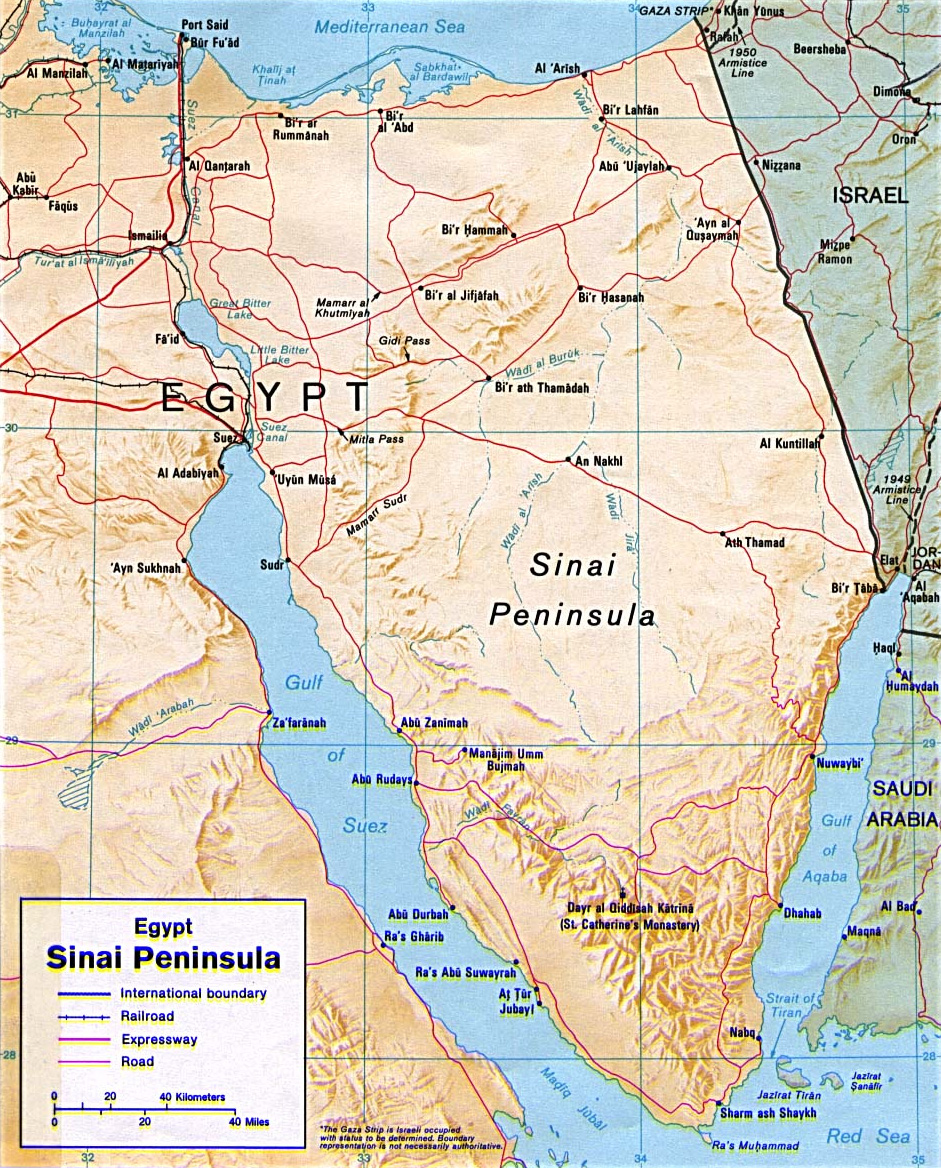
Mapa da Península do Sinai

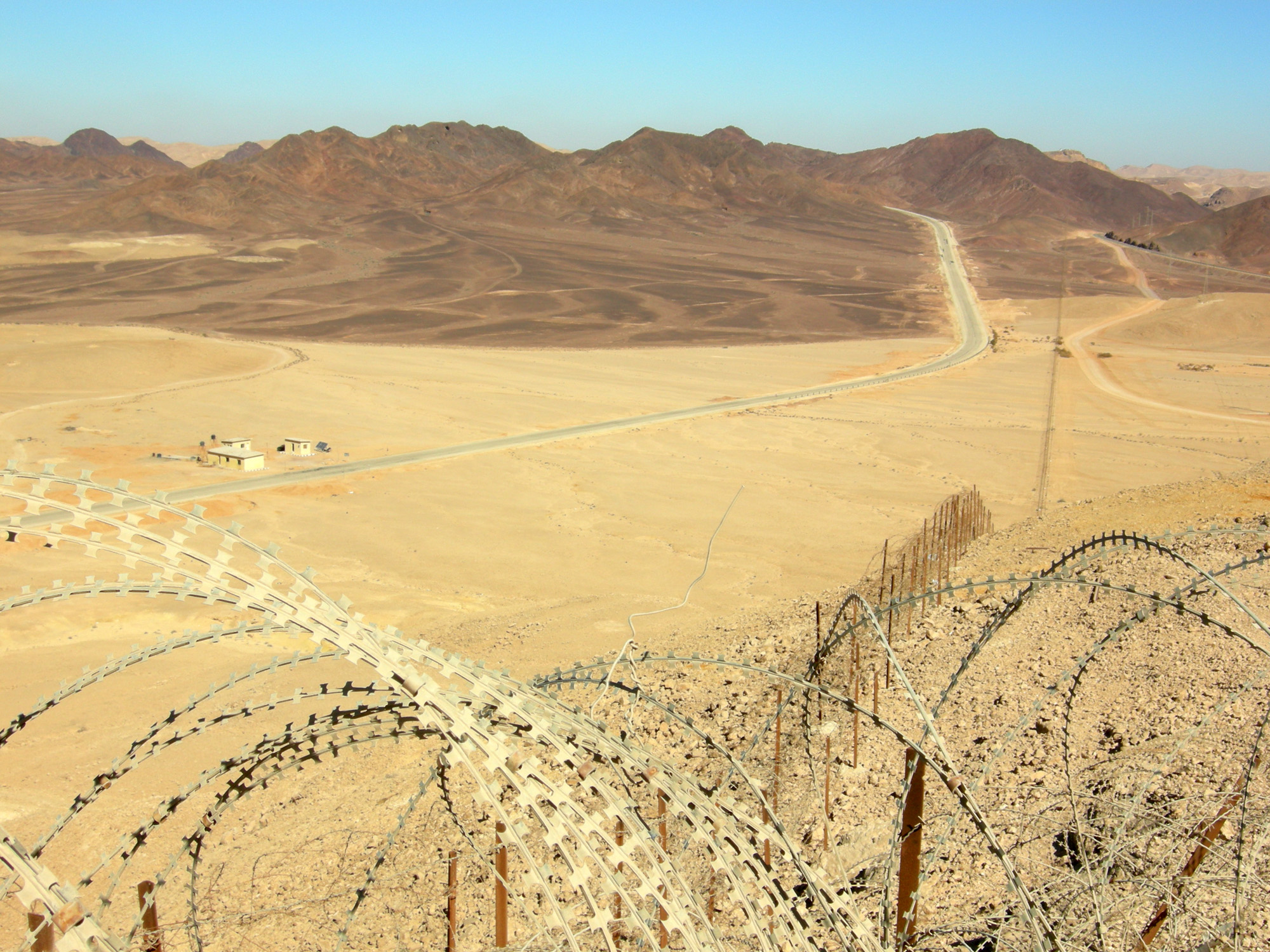
Fronteira Egito-Israel, ao norte de Eilat

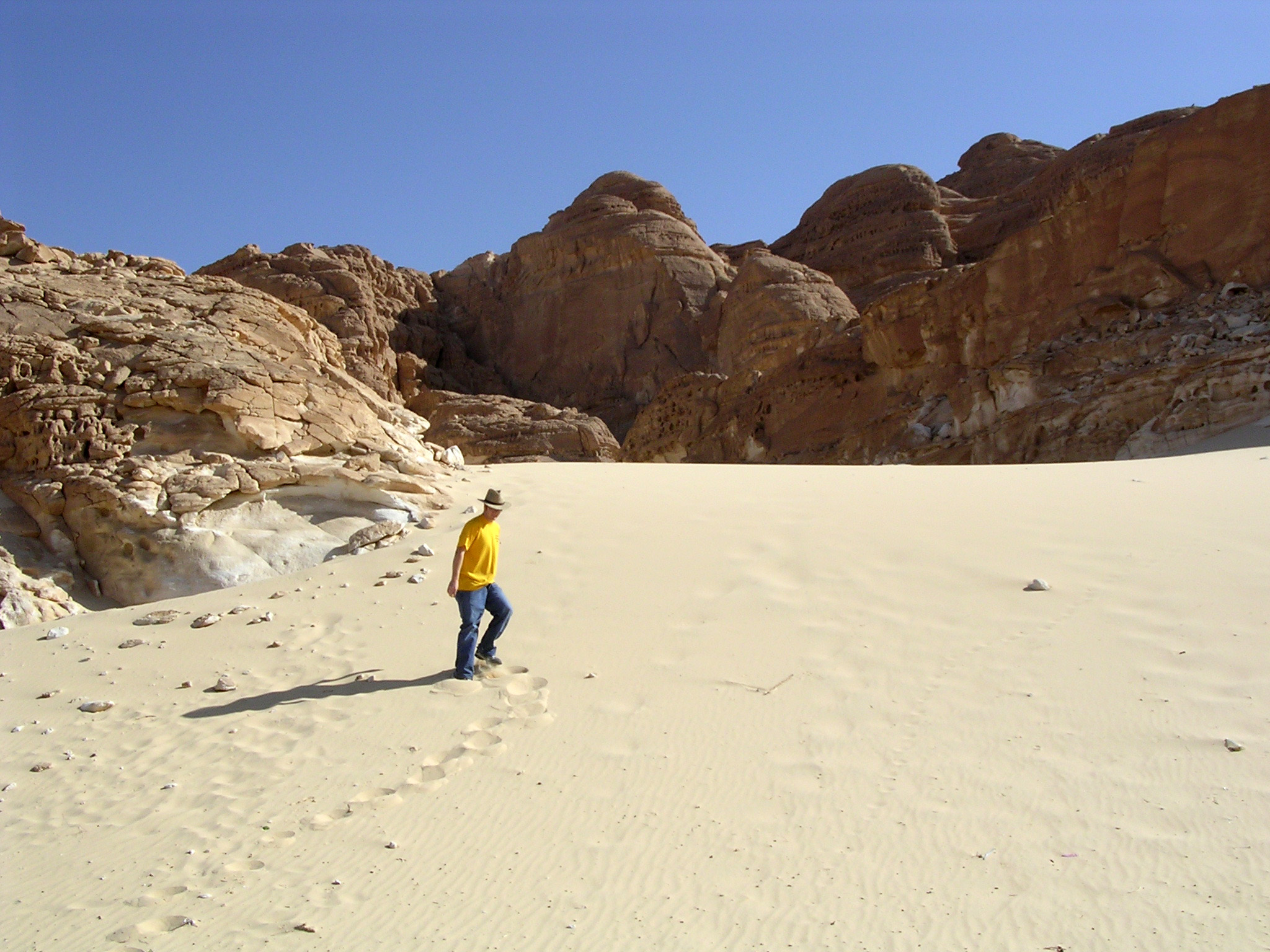
Duna na Península do Sinai

O Sinai é uma península montanhosa e desértica do Egito, situada na Ásia, entre os golfos de Suez e Ácaba. O nome tem origem no deus Sin, deus da lua. Por isso se diz que Sinai é a "Terra da Lua"; e a terra das águas turquesa da Paz. Ocupa uma posição estratégica que une dois continentes - África e Ásia - separando também dois mares - o Mediterrâneo e o Mar Vermelho. A Península tem uma superfície de 61 000 km² em forma triangular dividindo-se em duas partes: Sinai do Norte e do Sul. A sua fauna é muito variada e extremamente rica especialmente em aves. Também a flora é de grande valor, possuindo mais de 5 mil classes de plantas diferentes.
Toda esta região se tornou conhecida devido aos seus muito numerosos poços subterrâneos - é a terra do petróleo e do ouro.
Segundo a Bíblia, foi no Monte Sinai onde Deus teria dado o Decálogo a Moisés.
A península foi ocupada pelo exército de Israel em 1967, durante a guerra dos Seis Dias e retomada nas primeiras 3 horas na guerra do Yom Kippur.

## Monumentos
Na península do Sinai encontram-se, entre outros monumentos:
- O Templo de Sirapid El Jadem: da época faraónica e dedicado á deusa Hator.
- A Fortaleza do Soldado: que data da época de Saladino.
- O Mosteiro de Santa Catarina, no Monte Sinai, construído no século IV, compreendendo a igreja principal construída no ano 342 e a Igreja de Alika. O convento também possui uma biblioteca com milhares de livros antigos, exemplares únicos escritos em vários idiomas. Este convento é possuidor da mais antiga colecção de ícones do mundo cristão. Este convento localiza-se numa área que foi considerada pela UNESCO em 2002 Património Mundial.

## Turismo
Sinai possui praias nas quais se podem praticar esportes náuticos, como o mergulho. A região é mesmo intitulada a meca dos mergulhadores, dos centros terapêuticos, dos esportes de aventura, dos safáris em 4x4, dos percursos em motos de três rodas pelo deserto, dos passeios de camelo desfrutando de lugares com espécies animais únicas e paisagens insólitas.
Sharm el Sheikh é a zona mais conhecida pelos mergulhadores de todo o mundo.

## Reservas naturais e zonas protegidas
Rash Mohamed é uma área de conservação que inclui mananciais de águas termais, espécies únicas de plantas e aves e, ainda um grande agrupamento de corais.